# Marratech
Marratech est une entreprise suédoise qui conçoit et commercialise un Groupware (logiciel de groupe de travail) sous le même nom. Marratech est le fruit d'un projet de recherche lancé en 1995 au Centre for Distance-Spanning Technology à l'université de Luleå en Suède avec le soutien d'Ericsson et Telia.
Marratech est un système de collaboration en ligne ou bureau virtuel qui consiste en une partie logiciel « serveur » payante et une partie logiciel « client » téléchargeable gratuitement et sans limite sur Internet.
La société Marratech a été rachetée par Google en juin 2007. Tous les développements des logiciels marratech (client et serveur) ont été arrêtés, le support clientèle a progressivement disparu et il n'est aujourd'hui plus possible de trouver en ligne ni support ni logiciel, la page d'accueil du site se réduisant à un simple paragraphe d'information sur la situation actuelle.

## Caractéristiques
Le système Marratech combine :
- la voix sur IP (VoIP) ‘full duplex’ de 16kHz et sans délai permettant des conférences Web (point to point ou multipoint) ;

- vidéo pour tous les participants (codecs H264 ou H261) ;

- des outils de collaboration : tableau blanc interactif avec des outils d’annotation

- un partage de fichiers et documents : partage d’applications, présentations en ligne etc. ;

- des conversations vocales et « chat » public et privé ;

- une possibilité d’enregistrer les séances sur PC, mis à part les conversations et «chat » privés ;

- participation sans ou avec maître de conférence ;

- un chiffrage de « bout en bout » avec 256 octets AES pour toutes les communications, SSL pour l’identification du serveur et LDAP/Active Directory et mots de passe pour l’accès aux salles ;

- la possibilité de participer avec un téléphone SIP ou simple (audio seulement) ou la possibilité de participer avec un système de visioconférence traditionnelle (H323 ou RNIS) ;

- gestion simple de pare-feu et NAT ;

- compatibilité avec les protocoles de réseaux multicast, unicast et ‘hybride’ multicast/unicast ;

Le logiciel client et serveur de Marratech supporte les systèmes d'exploitation : Linux, Windows et MacIntosh. Marratech étant un système Java avait un logiciel client et serveur pour le système d'exploitation Solaris, mais faute de demande ce système d'exploitation n'est plus supporté.
La société propose des périodes d'essai gratuites de la version payante ainsi qu'un freeware limitée à cinq utilisateurs en simultanée.
Marratech compte déjà des centaines des clients, notamment dans les pays scandinaves et aux États-Unis. En France, on trouve le Groupe des écoles des mines, l'ENS de Cachan, l'ISARA Lyon, l’Institut Laue-Langevin, l'Académie Bordeaux, l'Académie Aix-Marseille, Alcatel Space, EADS Défense et sécurité, Selecta, Inserm, les Cyberbases de la Ville de Pau, le Ministère de l’Agriculture et de la Pêche (Cnerta), le Ministère de la Défense, Hautes-Alpes Développement, CCI du Havre, l’Armée de l’Air, etc. Marratech est utilisé par des projets européens Eurostemcell (Biologie), Twister (Satellite et Wi-Fi avec 37 sites en France), Pascal (57 universités pour la recherche en intelligence artificielle), Europlastics (premier diplôme européen industriel). 
À l'échelle mondiale, Marratech compte les universités de Penn State, de Californie et Stanford aux États-Unis; de Dundee, d'Édimbourg et de Warwick au Royaume-Uni et de grands comptes internationaux comme Ericsson, Apple, Telia, Verizon, Tata Telecom, AIM, ABN Amro, Brio, Utfors, Targus, Nitel, Euro-IX, Deloitte & Touche, Delphi Electronics, Telework Consortium, TNO, l'Armée de l'air suédoise, la police suédoise, Police Superintendants of England & Wales, etc.